# 肥唇魚
肥唇魚（學名：Pachychilon pictum）為輻鰭魚綱鯉形目雅羅魚科肥唇魚屬的一個種，分布於歐洲阿爾巴尼亞Drin至Aoos流域，引進義大利塞爾基奧河、法國加龍河和瓦爾河流域，本魚體呈橢圓形且側扁，身體上有許多不同形狀和大小的深棕色斑紋，體長可達18公分，棲息在平原低地的湖泊和溪流，以其他魚類與無脊椎動物為食，繁殖期從五月到六月，可做為食用魚。